# Metachroma floridanum
Metachroma floridanum es una especie de escarabajo de la hoja perteneciente al género Metachroma, categorizada en la tribu Typophorini, de la subfamilia Eumolpinae. Fue descrita por George Robert Crotch en 1873.

## Descripción
Mide aproximadamente 6 mm de longitud.

## Distribución
Se distribuye por América del Norte: en los Estados Unidos.